# Tour de Grande-Bretagne 2015
Le Tour de Grande-Bretagne 2015 est la 76e édition de cette course cycliste sur route masculine. Il a lieu du 6 au 13 septembre 2015. Il figure au calendrier de l'UCI Europe Tour 2015 en catégorie 2.HC. et comprend huit étapes.

## Présentation

### Équipes
| UCI WorldTeam     | UCI WorldTeam | UCI WorldTeam |
| Nom de l'équipe   | Pays          | Code          |
| ----------------- | ------------- | ------------- |
| BMC Racing        | États-Unis    | BMC           |
| Cannondale Garmin | États-Unis    | TCG           |
| Etixx-Quick Step  | Belgique      | EQS           |
| IAM Cycling       | Suisse        | IAM           |
| Lotto NL-Jumbo    | Pays-Bas      | TLJ           |
| Lotto Soudal      | Belgique      | LTS           |
| Movistar          | Espagne       | MOV           |
| Sky               | Royaume-Uni   | SKY           |
| Tinkoff-Saxo      | Russie        | TCS           |

| Équipes continentales  | Équipes continentales | Équipes continentales |
| Nom de l'équipe        | Pays                  | Code                  |
| ---------------------- | --------------------- | --------------------- |
| Cult Energy            | Danemark              | CLT                   |
| An Post-Chain Reaction | Belgique              | SKT                   |
| MTN-Qhubeka            | Afrique du Sud        | MTN                   |
| Madison Genesis        | Royaume-Uni           | MGT                   |
| Novo Nordisk           | États-Unis            | TNN                   |
| JLT Condor             | Royaume-Uni           | JLT                   |
| NFTO                   | Royaume-Uni           | NPC                   |
| ONE                    | Royaume-Uni           | ONE                   |
| Raleigh GAC            | Royaume-Uni           | RAL                   |
| Wiggins                | Royaume-Uni           | WGN                   |

| Équipe nationale          | Équipe nationale | Équipe nationale |
| Nom de l'équipe           | Pays             | Code             |
| ------------------------- | ---------------- | ---------------- |
| Équipe de Grande-Bretagne | Royaume-Uni      | GBR              |

## Étapes
| Étape     | Date         | Villes étapes                      |                           | Distance (km) | Vainqueur d’étape | Leader du classement général |
| --------- | ------------ | ---------------------------------- | ------------------------- | ------------- | ----------------- | ---------------------------- |
| 1re étape | 6 septembre  | Beaumaris - Wrexham                | Étape de plaine           | 177.7         | Elia Viviani      | Elia Viviani                 |
| 2e étape  | 7 septembre  | Clitheroe - Colne                  | Étape vallonnée           | 159.3         | Petr Vakoč        | Petr Vakoč                   |
| 3e étape  | 8 septembre  | Cockermouth - Floors Castle, Kelso | Étape vallonnée           | 216           | Elia Viviani      | Juan José Lobato             |
| 4e étape  | 9 septembre  | Edinburgh - Blyth                  | Étape de plaine           | 217.4         | Fernando Gaviria  | Juan José Lobato             |
| 5e étape  | 10 septembre | Prudhoe - Hartside Fell            | Étape de moyenne montagne | 166.4         | Wout Poels        | Edvald Boasson Hagen         |
| 6e étape  | 11 septembre | Stoke-on-Trent - Nottingham        | Étape de moyenne montagne | 192.7         | Matteo Trentin    | Edvald Boasson Hagen         |
| 7e étape  | 12 septembre | Fakenham - Ipswich                 | Étape de plaine           | 227.1         | André Greipel     | Edvald Boasson Hagen         |
| 8e étape  | 13 septembre | Londres - Londres                  | Étape de plaine           | 86.8          | Elia Viviani      | Edvald Boasson Hagen         |

## Déroulement de la course

### 1reétape
| Classement de l'étape | Classement de l'étape | Classement de l'étape | Classement de l'étape | Classement de l'étape |
|                       | Coureur               | Pays                  | Équipe                | Temps                 |
| --------------------- | --------------------- | --------------------- | --------------------- | --------------------- |
| 1er                   | Elia Viviani          | Italie                | Sky                   | en 4 h 26 min 29 s    |
| 2e                    | Mark Cavendish        | Grande-Bretagne       | Etixx-Quick Step      | m.t.                  |
| 3e                    | André Greipel         | Allemagne             | Lotto Soudal          | m.t.                  |
| 4e                    | Owain Doull           | Grande-Bretagne       | Wiggins               | m.t.                  |
| 5e                    | Juan José Lobato      | Espagne               | Movistar              | m.t.                  |
| 6e                    | Pim Ligthart          | Pays-Bas              | Lotto Soudal          | m.t.                  |
| 7e                    | Mark Renshaw          | Australie             | Etixx-Quick Step      | m.t.                  |
| 8e                    | Tyler Farrar          | États-Unis            | MTN-Qhubeka           | m.t.                  |
| 9e                    | Alberto Bettiol       | Italie                | Cannondale Garmin     | m.t.                  |
| 10e                   | Graham Briggs         | Grande-Bretagne       | JLT Condor            | m.t.                  |
| modifier              |                       |                       |                       |                       |

| Classement général | Classement général | Classement général | Classement général | Classement général |
|                    | Coureur            | Pays               | Équipe             | Temps              |
| ------------------ | ------------------ | ------------------ | ------------------ | ------------------ |
| 1er                | Elia Viviani       | Italie             | Sky                | en 4 h 26 min 29 s |
| 2e                 | Mark Cavendish     | Grande-Bretagne    | Etixx-Quick Step   | + 4 s              |
| 3e                 | André Greipel      | Allemagne          | Lotto Soudal       | + 6 s              |
| 4e                 | Owain Doull        | Grande-Bretagne    | Wiggins            | + 10 s             |
| 5e                 | Juan José Lobato   | Espagne            | Movistar           | + 10 s             |
| 6e                 | Pim Ligthart       | Pays-Bas           | Lotto Soudal       | + 10 s             |
| 7e                 | Mark Renshaw       | Australie          | Etixx-Quick Step   | + 10 s             |
| 8e                 | Tyler Farrar       | États-Unis         | MTN-Qhubeka        | + 10 s             |
| 9e                 | Alberto Bettiol    | Italie             | Cannondale Garmin  | + 10 s             |
| 10e                | Graham Briggs      | Grande-Bretagne    | JLT Condor         | + 10 s             |
| modifier           |                    |                    |                    |                    |

### 2eétape
| Classement de l'étape | Classement de l'étape | Classement de l'étape | Classement de l'étape | Classement de l'étape |
|                       | Coureur               | Pays                  | Équipe                | Temps                 |
| --------------------- | --------------------- | --------------------- | --------------------- | --------------------- |
| 1er                   | Petr Vakoč            | République tchèque    | Etixx-Quick Step      | en 4 h 2 min 2 s      |
| 2e                    | Juan José Lobato      | Espagne               | Movistar              | + 7 s                 |
| 3e                    | Edvald Boasson Hagen  | Norvège               | MTN-Qhubeka           | + 9 s                 |
| 4e                    | Rasmus Guldhammer     | Danemark              | Cult Energy           | + 9 s                 |
| 5e                    | Matteo Trentin        | Italie                | Etixx-Quick Step      | + 9 s                 |
| 6e                    | Owain Doull           | Grande-Bretagne       | Wiggins               | + 9 s                 |
| 7e                    | Jens Debusschere      | Belgique              | Lotto Soudal          | + 9 s                 |
| 8e                    | Dylan Teuns           | Belgique              | BMC Racing            | + 9 s                 |
| 9e                    | Gorka Izagirre        | Espagne               | Movistar              | + 9 s                 |
| 10e                   | Javier Mejías         | Espagne               | Novo Nordisk          | + 9 s                 |
| modifier              |                       |                       |                       |                       |

| Classement général | Classement général   | Classement général | Classement général | Classement général |
|                    | Coureur              | Pays               | Équipe             | Temps              |
| ------------------ | -------------------- | ------------------ | ------------------ | ------------------ |
| 1er                | Petr Vakoč           | République tchèque | Etixx-Quick Step   | en 8 h 28 min 41 s |
| 2e                 | Juan José Lobato     | Espagne            | Movistar           | + 11 s             |
| 3e                 | Edvald Boasson Hagen | Norvège            | MTN-Qhubeka        | + 15 s             |
| 4e                 | Floris Gerts         | Pays-Bas           | BMC Racing         | + 17 s             |
| 5e                 | Wouter Poels         | Pays-Bas           | Sky                | + 18 s             |
| 6e                 | Dylan Van Baarle     | Pays-Bas           | Cannondale Garmin  | + 18 s             |
| 7e                 | Owain Doull          | Grande-Bretagne    | Wiggins            | + 19 s             |
| 8e                 | Graham Briggs        | Grande-Bretagne    | JLT Condor         | + 19 s             |
| 9e                 | Rasmus Guldhammer    | Danemark           | Cult Energy        | + 19 s             |
| 10e                | Serge Pauwels        | Belgique           | MTN-Qhubeka        | + 25 s             |
| modifier           |                      |                    |                    |                    |

### 3eétape
| Classement de l'étape | Classement de l'étape | Classement de l'étape | Classement de l'étape     | Classement de l'étape |
|                       | Coureur               | Pays                  | Équipe                    | Temps                 |
| --------------------- | --------------------- | --------------------- | ------------------------- | --------------------- |
| 1er                   | Elia Viviani          | Italie                | Sky                       | en 5 h 8 min 18 s     |
| 2e                    | Juan José Lobato      | Espagne               | Movistar                  | m.t.                  |
| 3e                    | Matteo Trentin        | Italie                | Etixx-Quick Step          | m.t.                  |
| 4e                    | Sondre Enger          | Norvège               | IAM Cycling               | m.t.                  |
| 5e                    | Jens Debusschere      | Belgique              | Lotto Soudal              | m.t.                  |
| 6e                    | Owain Doull           | Grande-Bretagne       | Wiggins                   | m.t.                  |
| 7e                    | Alberto Bettiol       | Italie                | Cannondale Garmin         | m.t.                  |
| 8e                    | Graham Briggs         | Grande-Bretagne       | JLT Condor                | m.t.                  |
| 9e                    | Alex Peters           | Grande-Bretagne       | Équipe de Grande-Bretagne | m.t.                  |
| 10e                   | Wout Poels            | Pays-Bas              | Sky                       | m.t.                  |
| modifier              |                       |                       |                           |                       |

| Classement général | Classement général   | Classement général | Classement général | Classement général |
|                    | Coureur              | Pays               | Équipe             | Temps              |
| ------------------ | -------------------- | ------------------ | ------------------ | ------------------ |
| 1er                | Juan José Lobato     | Espagne            | Movistar           | en 13 h 34 min 4 s |
| 2e                 | Edvald Boasson Hagen | Norvège            | MTN-Qhubeka        | + 10 s             |
| 3e                 | Floris Gerts         | Pays-Bas           | BMC Racing         | + 12 s             |
| 4e                 | Wout Poels           | Pays-Bas           | Sky                | + 13 s             |
| 5e                 | Dylan van Baarle     | Pays-Bas           | Cannondale Garmin  | + 13 s             |
| 6e                 | Owain Doull          | Grande-Bretagne    | Wiggins            | + 14 s             |
| 7e                 | Graham Briggs        | Grande-Bretagne    | JLT Condor         | + 14 s             |
| 8e                 | Rasmus Guldhammer    | Danemark           | Cult Energy        | + 14 s             |
| 9e                 | Matteo Trentin       | Italie             | Etixx-Quick Step   | + 18 s             |
| 10e                | Serge Pauwels        | Belgique           | MTN-Qhubeka        | + 20 s             |
| modifier           |                      |                    |                    |                    |

### 4eétape
| Classement de l'étape | Classement de l'étape | Classement de l'étape | Classement de l'étape | Classement de l'étape |
|                       | Coureur               | Pays                  | Équipe                | Temps                 |
| --------------------- | --------------------- | --------------------- | --------------------- | --------------------- |
| 1er                   | Fernando Gaviria      | Colombie              | Etixx-Quick Step      | en 5 h 13 min 8 s     |
| 2e                    | André Greipel         | Allemagne             | Lotto Soudal          | m.t.                  |
| 3e                    | Edvald Boasson Hagen  | Norvège               | MTN-Qhubeka           | m.t.                  |
| 4e                    | Owain Doull           | Grande-Bretagne       | Wiggins               | m.t.                  |
| 5e                    | Jens Debusschere      | Belgique              | Lotto Soudal          | m.t.                  |
| 6e                    | Jonas Van Genechten   | Belgique              | IAM Cycling           | m.t.                  |
| 7e                    | Elia Viviani          | Italie                | Sky                   | m.t.                  |
| 8e                    | Gerald Ciolek         | Allemagne             | MTN-Qhubeka           | m.t.                  |
| 9e                    | Floris Gerts          | Pays-Bas              | BMC Racing            | m.t.                  |
| 10e                   | Graham Briggs         | Grande-Bretagne       | JLT Condor            | m.t.                  |
| modifier              |                       |                       |                       |                       |

| Classement général | Classement général   | Classement général | Classement général | Classement général  |
|                    | Coureur              | Pays               | Équipe             | Temps               |
| ------------------ | -------------------- | ------------------ | ------------------ | ------------------- |
| 1er                | Juan José Lobato     | Espagne            | Movistar           | en 18 h 50 min 12 s |
| 2e                 | Edvald Boasson Hagen | Norvège            | MTN-Qhubeka        | 6 s                 |
| 3e                 | Floris Gerts         | Pays-Bas           | BMC Racing         | 12 s                |
| 4e                 | Wout Poels           | Pays-Bas           | Sky                | 13 s                |
| 5e                 | Dylan van Baarle     | Pays-Bas           | Cannondale Garmin  | 13 s                |
| 6e                 | Owain Doull          | Grande-Bretagne    | Wiggins            | 14 s                |
| 7e                 | Graham Briggs        | Grande-Bretagne    | JLT Condor         | 14 s                |
| 8e                 | Rasmus Guldhammer    | Danemark           | Cult Energy        | 14 s                |
| 9e                 | Matteo Trentin       | Italie             | Etixx-Quick Step   | 14 s                |
| 10e                | Serge Pauwels        | Belgique           | MTN-Qhubeka        | 20 s                |
| modifier           |                      |                    |                    |                     |

### 5eétape
| Classement de l'étape | Classement de l'étape | Classement de l'étape | Classement de l'étape  | Classement de l'étape |
|                       | Coureur               | Pays                  | Équipe                 | Temps                 |
| --------------------- | --------------------- | --------------------- | ---------------------- | --------------------- |
| 1er                   | Wout Poels            | Pays-Bas              | Sky                    | en 4 h 12 min 2 s     |
| 2e                    | Edvald Boasson Hagen  | Norvège               | MTN-Qhubeka            | 2s                    |
| 3e                    | Beñat Intxausti       | Espagne               | Movistar               | 17 s                  |
| 4e                    | Zdeněk Štybar         | République tchèque    | Etixx-Quick Step       | 18 s                  |
| 5e                    | Rasmus Guldhammer     | Danemark              | Cult Energy            | 18 s                  |
| 6e                    | Steven Kruijswijk     | Pays-Bas              | Lotto NL-Jumbo         | 18 s                  |
| 7e                    | Xandro Meurisse       | Belgique              | An Post-Chain Reaction | 18 s                  |
| 8e                    | Chris Sørensen        | Danemark              | Tinkoff-Saxo           | 18 s                  |
| 9e                    | Rubén Fernández       | Espagne               | Movistar               | 18 s                  |
| 10e                   | Dylan Teuns           | Belgique              | BMC Racing             | 18 s                  |
| modifier              |                       |                       |                        |                       |

| Classement général | Classement général   | Classement général | Classement général | Classement général |
|                    | Coureur              | Pays               | Équipe             | Temps              |
| ------------------ | -------------------- | ------------------ | ------------------ | ------------------ |
| 1er                | Edvald Boasson Hagen | Norvège            | MTN-Qhubeka        | en 23 h 2 min 36 s |
| 2e                 | Wout Poels           | Pays-Bas           | Sky                | 1 s                |
| 3e                 | Rasmus Guldhammer    | Danemark           | Cult Energy        | 30 s               |
| 4e                 | Beñat Intxausti      | Espagne            | Movistar           | 33 s               |
| 5e                 | Owain Doull          | Grande-Bretagne    | Wiggins            | 37 s               |
| 6e                 | Dylan Teuns          | Belgique           | BMC Racing         | 38 s               |
| 7e                 | Zdeněk Štybar        | République tchèque | Etixx-Quick Step   | 38 s               |
| 8e                 | Rubén Fernández      | Espagne            | Movistar           | 38 s               |
| 9e                 | Steven Kruijswijk    | Pays-Bas           | Lotto NL-Jumbo     | 38 s               |
| 10e                | Chris Anker Sørensen | Danemark           | Tinkoff-Saxo       | 38 s               |
| modifier           |                      |                    |                    |                    |

### 6eétape
| Classement de l'étape | Classement de l'étape | Classement de l'étape | Classement de l'étape     | Classement de l'étape |
|                       | Coureur               | Pays                  | Équipe                    | Temps                 |
| --------------------- | --------------------- | --------------------- | ------------------------- | --------------------- |
| 1er                   | Matteo Trentin        | Italie                | Etixx-Quick Step          | en 4 h 45 min 27 s    |
| 2e                    | Edvald Boasson Hagen  | Norvège               | MTN-Qhubeka               | 4 s                   |
| 3e                    | Owain Doull           | Grande-Bretagne       | Wiggins                   | 4 s                   |
| 4e                    | Zdeněk Štybar         | République tchèque    | Etixx-Quick Step          | 4 s                   |
| 5e                    | Jens Debusschere      | Belgique              | Lotto Soudal              | 4 s                   |
| 6e                    | Alberto Bettiol       | Italie                | Cannondale Garmin         | 4 s                   |
| 7e                    | Alex Peters           | Grande-Bretagne       | Équipe de Grande-Bretagne | 4 s                   |
| 8e                    | Dylan Teuns           | Belgique              | BMC Racing                | 4 s                   |
| 9e                    | Xandro Meurisse       | Belgique              | An Post-Chain Reaction    | 4 s                   |
| 10e                   | Wout Poels            | Pays-Bas              | Sky                       | 4 s                   |
| modifier              |                       |                       |                           |                       |

| Classement général | Classement général   | Classement général | Classement général     | Classement général  |
|                    | Coureur              | Pays               | Équipe                 | Temps               |
| ------------------ | -------------------- | ------------------ | ---------------------- | ------------------- |
| 1er                | Edvald Boasson Hagen | Norvège            | MTN-Qhubeka            | en 27 h 47 min 54 s |
| 2e                 | Wout Poels           | Pays-Bas           | Sky                    | 13 s                |
| 3e                 | Rasmus Guldhammer    | Danemark           | Cult Energy            | 43 s                |
| 4e                 | Owain Doull          | Grande-Bretagne    | Wiggins                | 44 s                |
| 5e                 | Dylan Teuns          | Belgique           | BMC Racing             | 51 s                |
| 6e                 | Zdeněk Štybar        | République tchèque | Etixx-Quick Step       | 51 s                |
| 7e                 | Rubén Fernández      | Espagne            | Movistar               | 51 s                |
| 8e                 | Steven Kruijswijk    | Pays-Bas           | Lotto NL-Jumbo         | 51 s                |
| 9e                 | Xandro Meurisse      | Belgique           | An Post-Chain Reaction | 51 s                |
| 10e                | Chris Anker Sørensen | Danemark           | Tinkoff-Saxo           | 51 s                |
| modifier           |                      |                    |                        |                     |

### 7eétape
| Classement de l'étape | Classement de l'étape | Classement de l'étape | Classement de l'étape | Classement de l'étape |
|                       | Coureur               | Pays                  | Équipe                | Temps                 |
| --------------------- | --------------------- | --------------------- | --------------------- | --------------------- |
| 1er                   | André Greipel         | Allemagne             | Lotto Soudal          | en 5 h 14 min 42 s    |
| 2e                    | Elia Viviani          | Italie                | Sky                   | m.t.                  |
| 3e                    | Sondre Enger          | Norvège               | IAM Cycling           | m.t.                  |
| 4e                    | Mark Renshaw          | Australie             | Etixx-Quick Step      | m.t.                  |
| 5e                    | Edvald Boasson Hagen  | Norvège               | MTN-Qhubeka           | m.t.                  |
| 6e                    | Owain Doull           | Grande-Bretagne       | Wiggins               | m.t.                  |
| 7e                    | Rasmus Guldhammer     | Danemark              | Cult Energy           | m.t.                  |
| 8e                    | Jonas Van Genechten   | Belgique              | IAM Cycling           | m.t.                  |
| 9e                    | Dylan van Baarle      | Pays-Bas              | Cannondale Garmin     | m.t.                  |
| 10e                   | Jens Debusschere      | Belgique              | Lotto Soudal          | m.t.                  |
| modifier              |                       |                       |                       |                       |

| Classement général | Classement général   | Classement général | Classement général     | Classement général  |
|                    | Coureur              | Pays               | Équipe                 | Temps               |
| ------------------ | -------------------- | ------------------ | ---------------------- | ------------------- |
| 1er                | Edvald Boasson Hagen | Norvège            | MTN-Qhubeka            | en 33 h 02 min 36 s |
| 2e                 | Wout Poels           | Pays-Bas           | Sky                    | 13 s                |
| 3e                 | Rasmus Guldhammer    | Danemark           | Cult Energy            | 43 s                |
| 4e                 | Owain Doull          | Grande-Bretagne    | Wiggins                | 44 s                |
| 5e                 | Zdeněk Štybar        | République tchèque | Etixx-Quick Step       | 51 s                |
| 6e                 | Rubén Fernández      | Espagne            | Movistar               | 51 s                |
| 7e                 | Steven Kruijswijk    | Pays-Bas           | Lotto NL-Jumbo         | 51 s                |
| 8e                 | Dylan van Baarle     | Pays-Bas           | Cannondale Garmin      | 59 s                |
| 9e                 | Chris Anker Sørensen | Danemark           | Tinkoff-Saxo           | 59 s                |
| 10e                | Xandro Meurisse      | Belgique           | An Post-Chain Reaction | 1 min 02 s          |
| modifier           |                      |                    |                        |                     |

### 8eétape
| Classement de l'étape | Classement de l'étape | Classement de l'étape | Classement de l'étape | Classement de l'étape |
|                       | Coureur               | Pays                  | Équipe                | Temps                 |
| --------------------- | --------------------- | --------------------- | --------------------- | --------------------- |
| 1er                   | Elia Viviani          | Italie                | Sky                   | en 1 h 50 min 16 s    |
| 2e                    | Juan José Lobato      | Espagne               | Movistar              | m.t.                  |
| 3e                    | Matteo Trentin        | Italie                | Etixx-Quick Step      | m.t.                  |
| 4e                    | Edvald Boasson Hagen  | Norvège               | MTN-Qhubeka           | m.t.                  |
| 5e                    | Jens Debusschere      | Belgique              | Lotto Soudal          | m.t.                  |
| 6e                    | Sondre Enger          | Norvège               | IAM Cycling           | m.t.                  |
| 7e                    | Mark Renshaw          | Australie             | Etixx-Quick Step      | m.t.                  |
| 8e                    | Graham Briggs         | Grande-Bretagne       | JLT Condor            | m.t.                  |
| 9e                    | Ruben Zepuntke        | Allemagne             | Cannondale Garmin     | m.t.                  |
| 10e                   | Owain Doull           | Grande-Bretagne       | Wiggins               | m.t.                  |
| modifier              |                       |                       |                       |                       |

| Classement général | Classement général   | Classement général | Classement général     | Classement général  |
|                    | Coureur              | Pays               | Équipe                 | Temps               |
| ------------------ | -------------------- | ------------------ | ---------------------- | ------------------- |
| 1er                | Edvald Boasson Hagen | Norvège            | MTN-Qhubeka            | en 34 h 52 min 52 s |
| 2e                 | Wout Poels           | Pays-Bas           | Sky                    | + 13 s              |
| 3e                 | Owain Doull          | Grande-Bretagne    | Wiggins                | + 42 s              |
| 4e                 | Rasmus Guldhammer    | Danemark           | Cult Energy            | + 43 s              |
| 5e                 | Zdeněk Štybar        | République tchèque | Etixx-Quick Step       | + 51 s              |
| 6e                 | Rubén Fernández      | Espagne            | Movistar               | + 51 s              |
| 7e                 | Steven Kruijswijk    | Pays-Bas           | Lotto NL-Jumbo         | + 51 s              |
| 8e                 | Dylan van Baarle     | Pays-Bas           | Cannondale Garmin      | + 53 s              |
| 9e                 | Chris Anker Sørensen | Danemark           | Tinkoff-Saxo           | + 59 s              |
| 10e                | Xandro Meurisse      | Belgique           | An Post-Chain Reaction | + 1 min 2 s         |
| modifier           |                      |                    |                        |                     |

## Classement final

### Classement général
| Classement général | Classement général   | Classement général | Classement général     | Classement général  |
|                    | Coureur              | Pays               | Équipe                 | Temps               |
| ------------------ | -------------------- | ------------------ | ---------------------- | ------------------- |
| 1er                | Edvald Boasson Hagen | Norvège            | MTN-Qhubeka            | en 34 h 52 min 52 s |
| 2e                 | Wout Poels           | Pays-Bas           | Sky                    | + 13 s              |
| 3e                 | Owain Doull          | Grande-Bretagne    | Wiggins                | + 42 s              |
| 4e                 | Rasmus Guldhammer    | Danemark           | Cult Energy            | + 43 s              |
| 5e                 | Zdeněk Štybar        | République tchèque | Etixx-Quick Step       | + 51 s              |
| 6e                 | Rubén Fernández      | Espagne            | Movistar               | + 51 s              |
| 7e                 | Steven Kruijswijk    | Pays-Bas           | Lotto NL-Jumbo         | + 51 s              |
| 8e                 | Dylan van Baarle     | Pays-Bas           | Cannondale Garmin      | + 53 s              |
| 9e                 | Chris Anker Sørensen | Danemark           | Tinkoff-Saxo           | + 59 s              |
| 10e                | Xandro Meurisse      | Belgique           | An Post-Chain Reaction | + 1 min 2 s         |
| modifier           |                      |                    |                        |                     |

### Classements annexes

#### Classement par points
| Classement par points | Classement par points | Classement par points | Classement par points | Classement par points |
| --------------------- | --------------------- | --------------------- | --------------------- | --------------------- |
|                       | Coureur               | Pays                  | Équipe                | Point(s)              |
| 1er                   | Owain Doull           | Royaume-Uni           | Wiggins               | 78 points             |
| 2e                    | Edvald Boasson Hagen  | Norvège               | MTN-Qhubeka           | 77 pts                |
| 3e                    | Jens Debusschere      | Belgique              | Lotto Soudal          | 59 pts                |
| 4e                    | Elia Viviani          | Italie                | Sky                   | 53 pts                |
| 5e                    | Matteo Trentin        | Italie                | Etixx-Quick Step      | 52 pts                |
| 6e                    | Juan José Lobato      | Espagne               | Movistar              | 43 pts                |
| 7e                    | Rasmus Guldhammer     | Danemark              | Cult Energy           | 40 pts                |
| 8e                    | Zdeněk Štybar         | République tchèque    | Etixx-Quick Step      | 32 pts                |
| 9e                    | Wouter Poels          | Pays-Bas              | Sky                   | 31 pts                |
| 10e                   | Alberto Bettiol       | Italie                | Cannondale Garmin     | 31 pts                |
| modifier              |                       |                       |                       |                       |

#### Classement du meilleur sprinteur
| Classement des sprints | Classement des sprints | Classement des sprints | Classement des sprints | Classement des sprints |
| ---------------------- | ---------------------- | ---------------------- | ---------------------- | ---------------------- |
|                        | Coureur                | Pays                   | Équipe                 | Point(s)               |
| 1er                    | Peter Williams         | Royaume-Uni            | ONE                    | 18 points              |
| 2e                     | Conor Dunne            | Irlande                | An Post-Chain Reaction | 11 pts                 |
| 3e                     | Danilo Wyss            | Suisse                 | BMC Racing             | 10 pts                 |
| 4e                     | Pim Ligthart           | Pays-Bas               | Lotto Soudal           | 8 pts                  |
| 5e                     | Alex Dowsett           | Royaume-Uni            | Movistar               | 8 pts                  |
| 6e                     | Dylan Van Baarle       | Pays-Bas               | Cannondale Garmin      | 7 pts                  |
| 7e                     | Graham Briggs          | Royaume-Uni            | JLT Condor             | 7 pts                  |
| 8e                     | Matteo Trentin         | Italie                 | Etixx-Quick Step       | 6 pts                  |
| 9e                     | Russell Downing        | Royaume-Uni            | Cult Energy            | 6 pts                  |
| 10e                    | Marcin Białobłocki     | Pologne                | ONE                    | 4 pts                  |
| modifier               |                        |                        |                        |                        |

#### Classement du meilleur grimpeur
| Classement du meilleur grimpeur | Classement du meilleur grimpeur | Classement du meilleur grimpeur | Classement du meilleur grimpeur | Classement du meilleur grimpeur |
| ------------------------------- | ------------------------------- | ------------------------------- | ------------------------------- | ------------------------------- |
|                                 | Coureur                         | Pays                            | Équipe                          | Point(s)                        |
| 1er                             | Peter Williams                  | Royaume-Uni                     | ONE                             | 36 points                       |
| 2e                              | Thomas Stewart                  | Royaume-Uni                     | Madison Genesis                 | 34 pts                          |
| 3e                              | Mark McNally                    | Royaume-Uni                     | Madison Genesis                 | 29 pts                          |
| 4e                              | Ian Bibby                       | Royaume-Uni                     | NFTO                            | 28 pts                          |
| 5e                              | Conor Dunne                     | Irlande                         | An Post-Chain Reaction          | 26 pts                          |
| 6e                              | Wouter Poels                    | Pays-Bas                        | Sky                             | 21 pts                          |
| 7e                              | Kristian House                  | Royaume-Uni                     | JLT Condor                      | 20 pts                          |
| 8e                              | Tyler Farrar                    | États-Unis                      | MTN-Qhubeka                     | 18 pts                          |
| 9e                              | Danilo Wyss                     | Suisse                          | BMC Racing                      | 15 pts                          |
| 10e                             | Steven Kruijswijk               | Pays-Bas                        | Lotto NL-Jumbo                  | 14 pts                          |
| modifier                        |                                 |                                 |                                 |                                 |

#### Classement par équipe
| Classement par équipes | Classement par équipes    | Classement par équipes | Classement par équipes |
|                        | Équipe                    | Pays                   | Temps                  |
| ---------------------- | ------------------------- | ---------------------- | ---------------------- |
| 1re                    | Cannondale Garmin         | États-Unis             | en 104 h 42 min 38 s   |
| 2e                     | Sky                       | Royaume-Uni            | + 5 min 35 s           |
| 3e                     | Tinkoff-Saxo              | Russie                 | + 5 min 35 s           |
| 4e                     | Movistar                  | Espagne                | + 44 min 37 s          |
| 5e                     | Lotto NL-Jumbo            | Pays-Bas               | + 47 min 35 s          |
| 6e                     | IAM Cycling               | Suisse                 | + 52 min 46 s          |
| 7e                     | Équipe de Grande-Bretagne | Royaume-Uni            | + 55 min 1 s           |
| 8e                     | Etixx-Quick Step          | Belgique               | + 1 h 1 min 51 s       |
| 9e                     | Cult Energy               | Danemark               | + 1 h 9 min 40 s       |
| 10e                    | Lotto Soudal              | Belgique               | + 1 h 43 min 55 s      |
| modifier               |                           |                        |                        |

## Évolution des classements
| Étape | Vainqueur        | Classement général   | Classement des sprints | Classement de la montagne | Classement par point | Classement par équipe |
| ----- | ---------------- | -------------------- | ---------------------- | ------------------------- | -------------------- | --------------------- |
| 1     | Elia Viviani     | Elia Viviani         | Conor Dunne            | Kristian House            | Elia Viviani         | Sky                   |
| 2     | Petr Vakoč       | Petr Vakoč           | Peter Williams         | Thomas Stewart            | Juan José Lobato     | Etixx-Quick Step      |
| 3     | Elia Viviani     | Juan José Lobato     | Peter Williams         | Thomas Stewart            | Juan José Lobato     | Etixx-Quick Step      |
| 4     | Fernando Gaviria | Juan José Lobato     | Peter Williams         | Thomas Stewart            | Owain Doull          | Etixx-Quick Step      |
| 5     | Wout Poels       | Edvald Boasson Hagen | Peter Williams         | Peter Williams            | Owain Doull          | Movistar              |
| 6     | Matteo Trentin   | Edvald Boasson Hagen | Peter Williams         | Peter Williams            | Owain Doull          | Cannondale Garmin     |
| 7     | André Greipel    | Edvald Boasson Hagen | Peter Williams         | Peter Williams            | Owain Doull          | Cannondale Garmin     |
| 8     | Elia Viviani     | Edvald Boasson Hagen | Peter Williams         | Peter Williams            | Owain Doull          | Cannondale Garmin     |
| Final | Final            | Edvald Boasson Hagen | Peter Williams         | Peter Williams            | Owain Doull          | Cannondale Garmin     |

## Liste des participants
| Cannondale-Garmin TCG   | Cannondale-Garmin TCG     | Cannondale-Garmin TCG |
| ----------------------- | ------------------------- | --------------------- |
| Num                     | Coureur                   | Pos                   |
| 1                       | Dylan Van Baarle (NED)    | 8e                    |
| 2                       | Alberto Bettiol (ITA)     | 16e                   |
| 3                       | Sebastian Langeveld (GER) | 17e                   |
| 4                       | Alan Marangoni (ITA)      | 47e                   |
| 5                       | Ryan Mullen (IRL) (Clm)   | 55e                   |
| 6                       | Ruben Zepuntke (GER)      | 28e                   |
| Directeurs sportifs : , |                           |                       |

| Etixx-Quick_Step EQS    | Etixx-Quick_Step EQS   | Etixx-Quick_Step EQS |
| ----------------------- | ---------------------- | -------------------- |
| Num                     | Coureur                | Pos                  |
| 11                      | Mark Cavendish (GBR)   | AB-6                 |
| 12                      | Fernando Gaviria (COL) | NP-5                 |
| 13                      | Mark Renshaw (AUS)     | 62e                  |
| 14                      | Zdeněk Štybar (CZE)    | 5e                   |
| 15                      | Matteo Trentin (ITA)   | 24e                  |
| 16                      | Petr Vakoč (CZE)       | AB-4                 |
| Directeurs sportifs : , |                        |                      |

| Sky SKY                 | Sky SKY                      | Sky SKY |
| ----------------------- | ---------------------------- | ------- |
| Num                     | Coureur                      | Pos     |
| 21                      | Ben Swift (GBR)              | 22e     |
| 22                      | Andrew Fenn (GBR)            | 87e     |
| 23                      | Peter Kennaugh (GBR) (Route) | 18e     |
| 24                      | Ian Stannard (GBR)           | 27e     |
| 25                      | Wout Poels (NED)             | 2e      |
| 26                      | Elia Viviani (ITA)           | 71e     |
| Directeurs sportifs : , |                              |         |

| IAM Cycling IAM         | IAM Cycling IAM           | IAM Cycling IAM |
| ----------------------- | ------------------------- | --------------- |
| Num                     | Coureur                   | Pos             |
| 31                      | Stef Clement (NED)        | 20e             |
| 32                      | Stefan Denifl (AUT)       | DSQ             |
| 33                      | Sondre Holst Enger (NOR)  | 34e             |
| 34                      | Roger Kluge (GER)         | NP-7            |
| 35                      | Clément Chevrier (FRA)    | 46e             |
| 36                      | Jonas Van Genechten (BEL) | 69e             |
| Directeurs sportifs : , |                           |                 |

| BMC Racing BMC          | BMC Racing BMC            | BMC Racing BMC |
| ----------------------- | ------------------------- | -------------- |
| Num                     | Coureur                   | Pos            |
| 41                      | Taylor Phinney (USA)      | NP-7           |
| 42                      | Floris Gerts (NED)        | AB-7           |
| 43                      | Stefan Küng (SUI)         | 23e            |
| 44                      | Dylan Teuns (BEL)         | AB-7           |
| 45                      | Danilo Wyss (SUI) (Route) | 26e            |
| 46                      | Rick Zabel (GER)          | AB-1           |
| Directeurs sportifs : , |                           |                |

| Cult Energy CLT         | Cult Energy CLT                 | Cult Energy CLT |
| ----------------------- | ------------------------------- | --------------- |
| Num                     | Coureur                         | Pos             |
| 51                      | Russell Downing (GBR)           | 76e             |
| 52                      | Rasmus Christian Quaade (DEN)   | 14e             |
| 53                      | Rasmus Guldhammer Poulsen (DEN) | 4e              |
| 54                      | Martin Mortensen (DEN)          | 72e             |
| 55                      | Michael Carbel Svendgaard (DEN) | 79e             |
| 56                      | Fabian Wegmann (GER)            | 56e             |
| Directeurs sportifs : , |                                 |                 |

| An Post-Chain Reaction SKT | An Post-Chain Reaction SKT  | An Post-Chain Reaction SKT |
| -------------------------- | --------------------------- | -------------------------- |
| Num                        | Coureur                     | Pos                        |
| 61                         | Paulius Šiškevičius (LTU)   | 88e                        |
| 62                         | Conor Dunne (IRL)           | 95e                        |
| 63                         | Jack Wilson (IRL)           | AB-6                       |
| 64                         | Aidis Kruopis (LTU) (Route) | AB-8                       |
| 65                         | Xandro Meurisse (BEL)       | 10e                        |
| 66                         | Alistair Slater (GBR)       | 35e                        |
| Directeurs sportifs : ,    |                             |                            |

| Lotto Soudal LTS        | Lotto Soudal LTS       | Lotto Soudal LTS |
| ----------------------- | ---------------------- | ---------------- |
| Num                     | Coureur                | Pos              |
| 71                      | André Greipel (GER)    | 41e              |
| 72                      | Sean De Bie (BEL)      | 44e              |
| 73                      | Jens Debusschere (BEL) | 13e              |
| 74                      | Pim Ligthart (NED)     | 37e              |
| 75                      | Marcel Sieberg (GER)   | 43e              |
| 76                      | Frederik Frison (BEL)  | 58e              |
| Directeurs sportifs : , |                        |                  |

| MTN-Qhubeka MTN         | MTN-Qhubeka MTN                          | MTN-Qhubeka MTN |
| ----------------------- | ---------------------------------------- | --------------- |
| Num                     | Coureur                                  | Pos             |
| 81                      | Edvald Boasson Hagen (NOR) (Route) (Clm) | 1er             |
| 82                      | Gerald Ciolek (GER)                      | 73e             |
| 83                      | Tyler Farrar (USA)                       | 90e             |
| 84                      | Serge Pauwels (BEL)                      | 32e             |
| 85                      | Daniel Teklehaimanot (ERI) (Clm)         | 60e             |
| 86                      | Reinardt Janse van Rensburg (RSA)        | 91e             |
| Directeurs sportifs : , |                                          |                 |

| Madison Genesis MGT     | Madison Genesis MGT   | Madison Genesis MGT |
| ----------------------- | --------------------- | ------------------- |
| Num                     | Coureur               | Pos                 |
| 91                      | Mark McNally (GBR)    | 49e                 |
| 92                      | Matthew Holmes (GBR)  | 93e                 |
| 93                      | Michael Northey (NZL) | AB-1                |
| 94                      | Matt Cronshaw (GBR)   | 92e                 |
| 95                      | Thomas Scully (NZL)   | 85e                 |
| 96                      | Thomas Stewart (GBR)  | 70e                 |
| Directeurs sportifs : , |                       |                     |

| Movistar MOV            | Movistar MOV             | Movistar MOV |
| ----------------------- | ------------------------ | ------------ |
| Num                     | Coureur                  | Pos          |
| 101                     | Alex Dowsett (GBR) (Clm) | 97e          |
| 102                     | Rubén Fernández (ESP)    | 6e           |
| 103                     | Gorka Izagirre (ESP)     | AB-8         |
| 104                     | Juan José Lobato (ESP)   | 38e          |
| 105                     | Igor Antón (ESP)         | 50e          |
| 106                     | Beñat Intxausti (ESP)    | 33e          |
| Directeurs sportifs : , |                          |              |

| Novo Nordisk TNN        | Novo Nordisk TNN         | Novo Nordisk TNN |
| ----------------------- | ------------------------ | ---------------- |
| Num                     | Coureur                  | Pos              |
| 111                     | Javier Mejías (ESP)      | 51e              |
| 112                     | Joonas Henttala (FIN)    | 77e              |
| 113                     | David Lozano (ESP)       | 29e              |
| 114                     | Andrea Peron (ITA)       | 74e              |
| 115                     | Charles Planet (FRA)     | 63e              |
| 116                     | Kevin De Mesmaeker (BEL) | 96e              |
| Directeurs sportifs : , |                          |                  |

| JLT Condor JLT          | JLT Condor JLT        | JLT Condor JLT |
| ----------------------- | --------------------- | -------------- |
| Num                     | Coureur               | Pos            |
| 121                     | Kristian House (GBR)  | 78e            |
| 122                     | Graham Briggs (GBR)   | 31e            |
| 123                     | Edward Clancy (GBR)   | 98e            |
| 124                     | Michael Cuming (GBR)  | 80e            |
| 125                     | Richard Handley (GBR) | 45e            |
| 126                     | Thomas Moses (GBR)    | 36e            |
| Directeurs sportifs : , |                       |                |

| Lotto NL-Jumbo TLJ      | Lotto NL-Jumbo TLJ       | Lotto NL-Jumbo TLJ |
| ----------------------- | ------------------------ | ------------------ |
| Num                     | Coureur                  | Pos                |
| 131                     | Moreno Hofland (NED)     | AB-2               |
| 132                     | Koen Bouwman (NED)       | 30e                |
| 133                     | Steven Kruijswijk (NED)  | 7e                 |
| 134                     | Brian Bulgaç (NED)       | AB-2               |
| 135                     | Bram Tankink (NED)       | 15e                |
| 136                     | Nick van der Lijke (NED) | AB-2               |
| Directeurs sportifs : , |                          |                    |

| Tinkoff-Saxo TCS        | Tinkoff-Saxo TCS                   | Tinkoff-Saxo TCS |
| ----------------------- | ---------------------------------- | ---------------- |
| Num                     | Coureur                            | Pos              |
| 141                     | Robert Kišerlovski (CRO)           | 11e              |
| 142                     | Michael Mørkøv (DEN)               | 40e              |
| 143                     | Juraj Sagan (SLO)                  | 64e              |
| 144                     | Chris Anker Sørensen (DEN) (Route) | 9e               |
| 145                     | Nikolay Trusov (RUS)               | 65e              |
| 146                     | Antwan Tolhoek (NED)               | 25e              |
| Directeurs sportifs : , |                                    |                  |

| Équipe de Grande-Bretagne GBR | Équipe de Grande-Bretagne GBR | Équipe de Grande-Bretagne GBR |
| ----------------------------- | ----------------------------- | ----------------------------- |
| Num                           | Coureur                       | Pos                           |
| 151                           | Tao Geoghegan Hart (GBR)      | 21e                           |
| 152                           | Gabriel Cullaigh (GBR)        | 61e                           |
| 153                           | Scott Davies (GBR)            | 39e                           |
| 154                           | Hugh Carthy (GBR)             | AB-6                          |
| 155                           | Alex Peters (GBR)             | 12e                           |
| 156                           | Oliver Wood (GBR)             | 75e                           |
| Directeurs sportifs : ,       |                               |                               |

| NFTO NPC                | NFTO NPC                     | NFTO NPC |
| ----------------------- | ---------------------------- | -------- |
| Num                     | Coureur                      | Pos      |
| 161                     | James Lowsley-Williams (GBR) | EX-5     |
| 162                     | Dale Appleby (GBR)           | 52e      |
| 163                     | Ian Bibby (GBR)              | 42e      |
| 164                     | Edward Dunbar (IRL)          | 57e      |
| 165                     | Jonathan McEvoy (GBR)        | 53e      |
| 166                     | Robert Partridge (GBR)       | 89e      |
| Directeurs sportifs : , |                              |          |

| ONE                     | ONE                            | ONE  |
| ----------------------- | ------------------------------ | ---- |
| Num                     | Coureur                        | Pos  |
| 171                     | Yanto Barker (GBR)             | 83e  |
| 172                     | Marcin Białobłocki (POL) (Clm) | 66e  |
| 173                     | George Harper (GBR)            | 68e  |
| 174                     | Joshua Hunt (GBR)              | 48e  |
| 175                     | Christopher Opie (GBR)         | AB-8 |
| 176                     | Peter Williams (GBR)           | 67e  |
| Directeurs sportifs : , |                                |      |

| Raleigh GAC RAL         | Raleigh GAC RAL        | Raleigh GAC RAL |
| ----------------------- | ---------------------- | --------------- |
| Num                     | Coureur                | Pos             |
| 181                     | Steven Lampier (GBR)   | AB-5            |
| 182                     | Karol Domagalski (POL) | 54e             |
| 183                     | Morgan Kneisky (FRA)   | 84e             |
| 184                     | Andrew Hawdon (GBR)    | AB-6            |
| 185                     | Evan Oliphant (GBR)    | 89e             |
| 186                     | George Pym (GBR)       | 94e             |
| Directeurs sportifs : , |                        |                 |

| Wiggins WGN             | Wiggins WGN               | Wiggins WGN |
| ----------------------- | ------------------------- | ----------- |
| Num                     | Coureur                   | Pos         |
| 191                     | Bradley Wiggins (GBR)     | 81e         |
| 192                     | Michael Thompson (GBR)    | AB-8        |
| 193                     | Jonathan Dibben (GBR)     | 86e         |
| 194                     | Owain Doull (GBR)         | 3e          |
| 195                     | Christopher Lawless (GBR) | AB-2        |
| 196                     | Andrew Tennant (GBR)      | 82e         |
| Directeurs sportifs : , |                           |             |